# Fuscopannaria
Fuscopannaria — рід грибів родини Pannariaceae. Назва вперше опублікована 1994 року.